# Віллі Гіземан
Віллі Гіземан (нім. Willi Giesemann; 2 вересня 1937, Брауншвейг — 4 жовтня 2024) — західнонімецький футболіст, що грав на позиції півзахисника.
Виступав, зокрема, за клуби «Вольфсбург», «Баварія» та «Гамбург», а також національну збірну ФРН.

## Клубна кар'єра
У дорослому футболі дебютував 1956 року виступами за команду «Вольфсбург», в якій провів три сезони у Оберлізі Північ, одному із кількох вищих дивізіонів країни, взявши участь у 57 іграх і забивши п'ять голів.
Своєю грою за цю команду привернув увагу представників тренерського штабу клубу «Баварія», до складу якого приєднався 1959 року. Відіграв за мюнхенський клуб наступні чотири сезони своєї ігрової кар'єри у Оберлізі Південь, де забив 13 голів у 114 матчах.
Перед сезоном 1963/64, у якому стартувала новостворена Бундесліга, Гіземан повернувся на північ ФРН і відразу ж у серпні виграв Кубок ФРН, відігравши у фіналі проти дортмундської «Боруссії», в якому Уве Зеелер забив усі три голи. За новий клуб Гіземан провів 104 матчі Бундесліги до 1968 року, в яких забив 13 голів. Спочатку він був основним гравцем, але втратив місце через перелом гомілки, який він отримав 6 червня 1965 року в матчі збірних в Ріо-де-Жанейро. Лише наприкінці жовтня його знову можна було використовувати в Бундеслізі. Він швидко закріпився і збирався отримати виклик на чемпіонат світу в 1966 році, коли перед турніром його меніск порвався. Подальша операція була невдалою, і що призвело до проблем з коліном. В результаті Віллі програв конкуренцію і у наступному сезоні 1966/67 зіграв лише 19 ігор чемпіонату, а 1967/68 — шість.
Завершив ігрову кар'єру у команді «Бармбек-Уленгорст», за яку виступав протягом 1968—1973 років у нижчих лігах.

## Виступи за збірну
11 травня 1960 року дебютував в офіційних іграх у складі національної збірної Німеччини в товариському матчі з Ірландією (0:1).
У складі збірної був учасником чемпіонату світу 1962 року у Чилі, де зіграв два матчі своєї команди — у груповому етапі з Чилі (2:0) та у чвертьфіналі Югославією (0:1), який команда програла і покинула турнір.
Востаннє зіграв у складі збірної 6 червня 1965 року в товариському поєдинку з Бразилією (0:2), в якому зазнав серйозної травми гомілки. Загалом протягом кар'єри у національній команді, яка тривала 6 років, провів у її формі 14 матчів.

## Титули і досягнення
- Володар Кубка ФРН (1):

«Гамбург»: 1963